# Манастир Веселиње
Манастир Веселиње је манастир Српске православне цркве у епархији бихаћко-петровачкој. Посвећен је Рођењу Светог Јована Крститеља. Налази се у селу Врба близу Камена, на шестом километру пута од Гламоча према Ливну. У кругу манастира постоје још и оснивачка капела и капела спомен-костурница 806 новомученика пострадалих од усташа 1941—1945. године, у јами Корићна у мјесту Корићна и другим јамама на простору Гламоча.

## Прошлост
Данашњи манастирски храм је подигнут 1970—1975. године, на темељима старог храма Светих апостола Петра и Павла (1864—1941) који је запаљен за вријеме Другог свјетског рата. Проглашен је и освештан на Мали Васкрс (Томина недеља) 1985. Оснивач манастира је Веселин Весо Наерловић из села Врба, који је у вријеме Краљевине Југославије имао творницу коже у Сарајеву, а због подршке краљу је 1945. отишао у Аргентину гдје је поново отворио творницу коже. Веселин и његова супруга Паола Наерловић су сахрањени у двије оснивачке капеле поред манастира.
Манастир је тешко оштећен током ратова у бившој СФРЈ од стране Хрватске војске током 1995/96. године, и у још два наврата 1998. и 1999. године.
Још у 6. вијеку у вријеме цара Јустинијана, на овоме мјесту постојала је хришћанска базилика, чији су темељи још увијек сачувани. У непосредној близини манастира налазе се стећци.

## Спомен-храм гламочких новомученика
Спомен-храм гламочких новомученика посвећен је за 1.381 Срба са простора Гламоча који су страдали током Другог свјетског рата. Налази се непосредно поред манастирске цркве. Храм је 22. јула 2012. освештао патријарх српски Иринеј уз саслужење владике Хризостома Јевића, владике Григорија Дурића.